# Maurice Banach
Maurice Banach, Mucki (Münster, 1967. október 9. – Remscheid, 1991. november 17.) amerikai származású német labdarúgócsatár. Utolsó mérkőzését 1991. november 16-án játszotta az FC Schalke 04 ellen, másnap reggel a Remscheid melletti autópályán balesetet szenvedett és meghalt.